# 風水里
風水里，或稱廈村風水里景觀廊，坐落於香港新界天水圍新市鎮內，由元朗廈村鄧氏宗祠向東北伸延至后海灣，貫穿整個天水圍新市鎮，將元朗廈村鄉郊和天水圍市鎮景觀連在一起。

## 歷史
就元朗區議會的2005年及2009年會議紀錄，香港政府於1987年發展天水圍新市鎮時，應廈村原居民要求，確保廈村的風水不受影響，特意為廈村建造由廈村屏廈路伸延至后海灣的「風水里」，日後如需在「風水里」內進行任何規模的工程，必須先徵得廈村鄉鄉事委員會的同意。亦有村鄉耆老指出為以免阻擋宗廈村鄧氏宗祠「友恭堂」的風水有關，祠堂大門對出的空地不應有建築物阻擋，將之伸延至后海灣。

## 規劃
於當年天水圍新市鎮南部進行規劃時，政府曾打算在「風水里」景觀廊地下用作西鐵綫的軌道，並且在天水圍公園上設立車站。不過因西鐵走線更改至屯門以及技術問題，計劃最終取消。

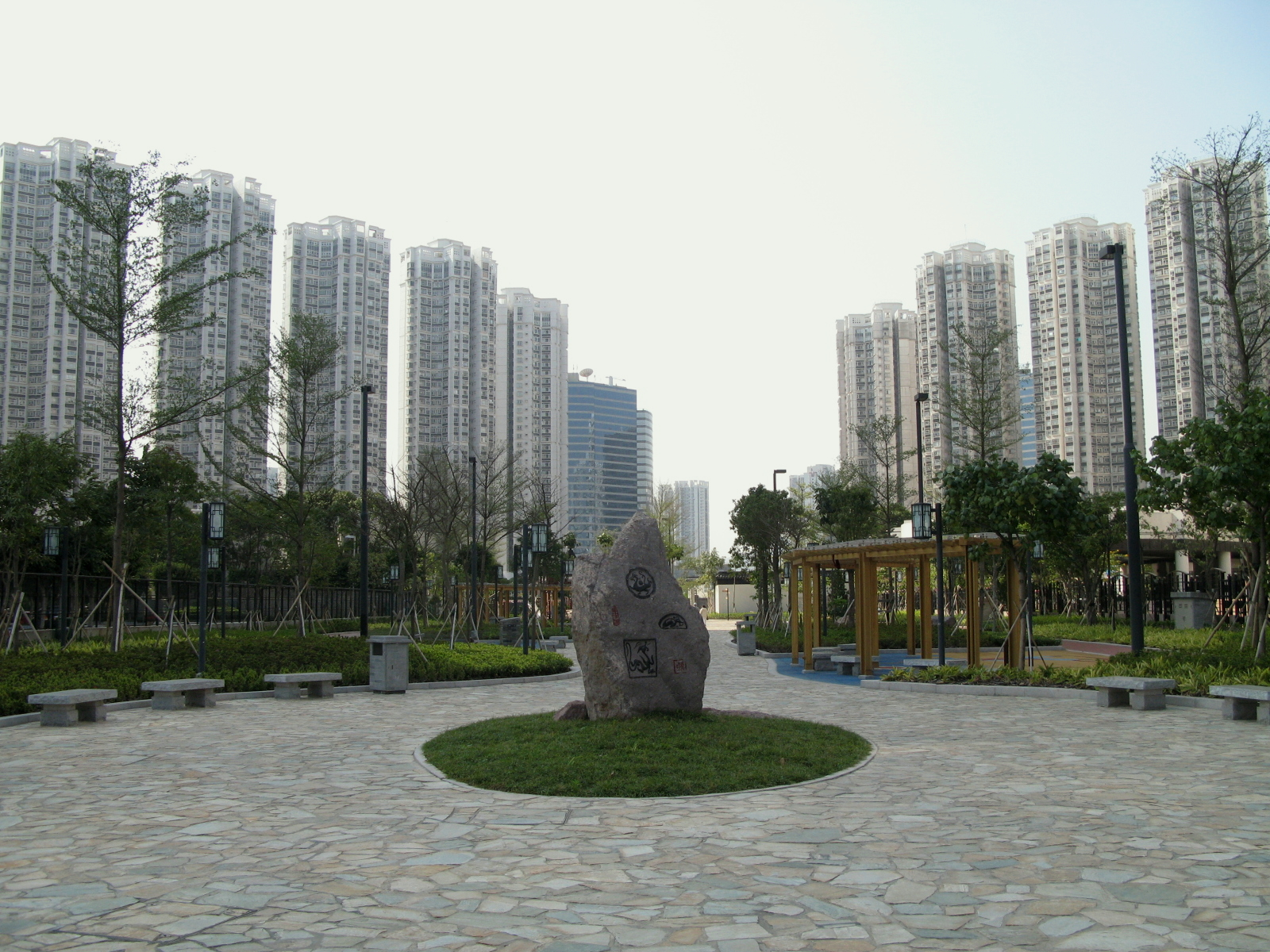
嘉湖山莊美湖居旁的中式庭園龍園

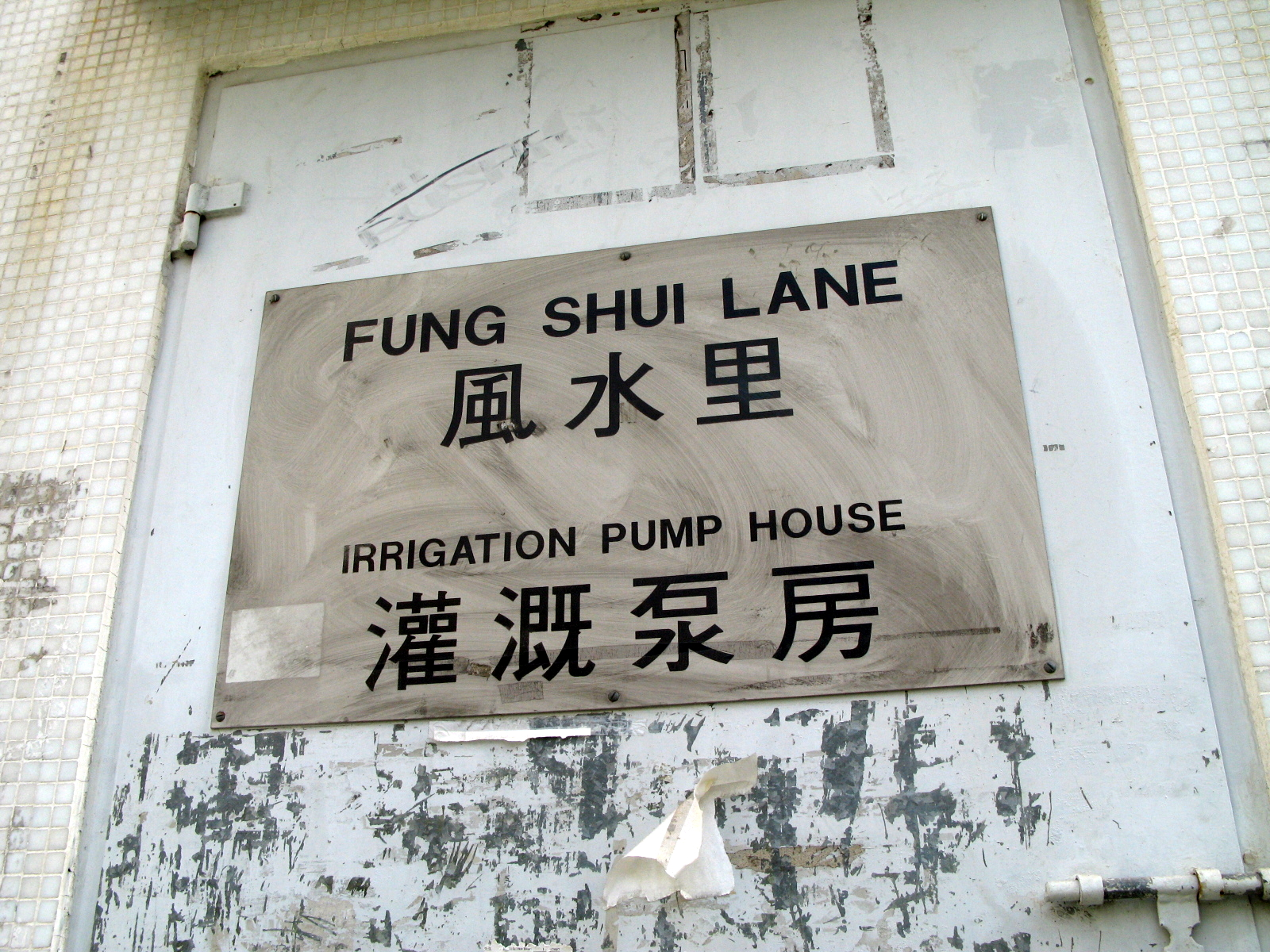
天瑞路公園風水里灌溉泵房

現時，風水里（Fung Shui Lane）景觀廊由天影路天瑞路公園天橋向東北伸延至天慈路天華路交界，沿途包括有天瑞路公園、風水里灌溉泵房、天水圍公園的噴水池長廊、銀座廣場、及天龍路的嘉湖山莊美湖居旁之中式庭園龍園。
2013年洪水橋新發展區規劃中，於第二階段社會參與咨詢中，居民要求廈村現有的風水里，減少對現有村落的影響。

## 外部連結
- 廈村鄉事委員會 （页面存档备份，存于）
- 元朗區議會
- 天水圍新市鎮
- 元朗遊記 The Incredible Journey of Yuen Long